# Silnice II/310
Silnice II/310 vede od hranic s Polskem přes Olešnici v Orlických horách a Deštné v Orlických horách do Žamberka a končí v Letohradě. Je důležitou spojnicí z vnitrozemí do Deštného v Orlických horách. Celková délka silnice je 49,772 km
Kousek nad Zdobnicí u Čertova dolu se z ní odpojuje silnice III/3107 a vede podél Čertovodolského potoka.
V zimě v případě nepříznivých povětrnostních podmínek (silném větru a sněžení) bývá někdy uzavřen úsek silnice od Úhoru k Sedloňovu.

## Vedení silnice

### Okres Rychnov nad Kněžnou
- hraniční přechod Kocioł (Polsko)
- Olešnice v Orlických horách, křížení s II/285 a III/3102
- Polom, křížení s III/3102
- Sedloňov, křížení s III/3104
- Plasnice, křížení s II/309
- Deštné v Orlických horách, křížení s II/321
- Zákoutí, křížení s II/311
- Luisino Údolí
- Kamenec
- křížení s III/3107
- Zdobnička, křížení s III/3109
- křížení s II/318
- křížení s III/31011
- křížení s III/31012
- Nebeská Rybná
- Julinčino údolí
- Rokytnice v Orlických horách, křížení a peáž s II/319

přerušení
- Pěčín, křížení s II/319
- křížení s III/3195

### Okres Ústí nad Orlicí
- Kameničná
- Helvíkovice, křížení s I/11

přerušení
- Žamberk, křížení s I/11 a III/31014
- Lukavice
- křížení s III/31017
- Letohrad, křížení s II/360

## Související silnice III. třídy
- III/3101 odbočka od křížení II/310 a II/285 na východ
- III/3102 odbočka – Sněžné, křížení s III/28527 – III/3104 – Bystré, křížení s III/3091 a III/3103 – Ohnišov křížení s III/29854
- III/3103 Bystré – Janov – Tis – Rokole, křížení s II/285 a II/298
- III/3104 Sedloňov – III/3093 – III/3102
- III/3107 odbočka délky 4,540 km mezi Olešnicí a Zdobničkou na severovýchod podél Čertovodolského potoka
- III/3109 Zdobnička – Zdobnice – Říčky v Orlických horách, křížení s III/31010 a III/31011
- III/31010 Říčky v Orlických horách spojka mezi III/3111 a III/3109
- III/31011 odbočka na Souvlastní
- III/31012 odbočka na Bělou – Liberk, křížení s II/318
- III/31014 Žamberk – III/31214 – Písečná, křížení s III/31017 – Žampach, křížení s III/3606 – III/31015 – České Libchavy, křížení s II/312
- III/31015 odbočka z III/31014 na Hlavnou
- III/31017 spojka mezi Letohradem a Písečnou